# Лікторас Марія
Марія Лікторас (рос. Ликторас, Мария; нар. 20 лютого 1975, Мінеральні Води, Ставропольський край) — українська та польська волейболістка, чемпіонка Європи 2003 року у складі збірної Польщі.

## Спортивна біографія
Марія Лікторас народилася в Мінеральних Водах, у дитинстві жила в Ашхабаді, потім в Одесі. Грати у волейбол почала в Одеській ДЮСШ № 2 в 14 років, раніше захоплювалася плаванням і легкою атлетикою.
Першим клубом у кар'єрі Марії Лікторас був одеське «Динамо-Дженестра», в якому вона провела 5 сезонів. У 1997 році через розбіжності з тренером залишила «Динамо-Дженестру» і переїхала у Польщу. У сезоні 1997/98 років виступала за «Хемік» (Полиці), з наступного року почала грати в команді «Нафта-Газ» Піла. У 2001 році отримала польське громадянство. У складі клубу з Піли Лікторас виграла чотири титули чемпіонки Польщі.
Влітку 2003 року Марія Лікторас не брала участь у тренувальних зборах національної команди Польщі, не була заявлена на серпневий відбірковий турнір Гран-прі, проте безпосередньо перед стартом чемпіонату Європи в Туреччині тренер збірної Польщі Анджей Нємчик зважився внести зміну до складу команди і викликав Марію Лікторас. Перший матч за збірну вона провела на початку вересня 2003 року на міжнародному турнірі в Італії, а 27 вересня у другій партії півфінального матчу чемпіонату Європи успішно увійшла в гру з лави запасних і допомогла команді здобути перемогу в п'яти партіях над збірною Німеччини. У фіналі чемпіонату польські волейболістки переконливо переграли збірну Туреччини і завоювали золоті медалі.
Після чемпіонату Європи-2003 Марія Лікторас виступала за «Виняри» з Каліша, у 2005 році виграла свій п'ятий титул чемпіонки Польщі. Потім грала в Росії за «Балаковську АЕС» (2006/07) і московське «Динамо» (2007/08).
У 2004—2008 роках постійно входила до складу збірної Польщі на всіх великих змаганнях, за винятком чемпіонату Європи 2005 року, який пропустила через травму. У 2008 році була учасницею Олімпійських ігор у Пекіні, де польська збірна дійшла до чвертьфіналу. Після Олімпіади Марія завершила спортивну кар'єру.
З 2010 року Марія Лікторас працює в міській раді Щецина.

## Досягнення
- Чемпіонка Європи (2003).
- Срібний призер чемпіонату України (1995/96).
- 5-кратна чемпіонка Польщі (1998/99—2001/02, 2004/05), срібний призер чемпіонату Польщі (2003/04).
- 3-разова володарка Кубка Польщі (1999/00, 2001/02, 2002/03), фіналістка Кубку Польщі (2004/05).
- Срібний призер чемпіонату Росії (2007/08).
- Фіналістка Кубку Росії (2007), краща подаюча «Фіналу чотирьох»[5].
- Учасниця «Фіналу чотирьох» Кубка європейських чемпіонок (1999/2000).

## Клуби
| Роки      | Команди                      |
| --------- | ---------------------------- |
| 1992—1997 | «Динамо-Джінестра» (Одеса)   |
| 1997—1998 | «Хемік» (Полиці)             |
| 1998—2003 | ПТПС (Піла)                  |
| 2003—2006 | «Енерга» (Каліш)             |
| 2006—2007 | «Балаковська АЕС» (Балаково) |
| 2007—2008 | «Динамо» (Москва)            |